# Oleg Strijenov
Oleg Alexandrovitch Strijenov (en russe : Оле́г Алекса́ндрович Стриже́нов), né le 10 août 1929 à Blagovechtchensk (oblast de l'Amour, RSFS de Russie, URSS) et mort le 9 février 2025 à Moscou (Russie), est un acteur de cinéma soviétique puis russe.

## Biographie
Oleg Strijenov naît le 10 août 1929 à Blagovechtchensk (aujourd'hui dans l'oblast de l'Amour) dans la famille d'un officier. Son père est sorti de la prestigieuse école de cavalerie Nicolas de Saint-Pétersbourg, et est passé du côté des rouges après la révolution de 1917, atteignant le grade de commandant de brigade. Oleg Strijenov a deux frères.
En 1935, la famille s'installe à Moscou, vivant confortablement avant la guerre:
« Quand cela était arrivé, j'était dans un camp de vacances de pionniers dans la campagne moscovite. nous sommes rentrés en juillet juste au moment du premier bombardement. Ensuite il y a eu des bombardements tous les jours. Nos oreilles étaient déchirées par le sifflement des bombes volantes et le rugissement des explosions. Je me souviens des foules de gens avec leurs balluchons et des enfants. Je me souviens des recherches incessantes de nourriture et des heures de queue pour avoir des vivres avec coupons. Et soudain il a fait horriblement froid et toute notre vie s'est centrée autour d'un seul poêle. »
Après avoir terminé sa 7e classe en 1944, Oleg Strijenov devient aide-mécanicien à l'institut de recherche du film et de la photo (НИКФИ), et à l'âge de 16 ans, il est « envoyé au front du travail pour construire la gare de Paveliets et poser une voie ferrée pour trains électriques de banlieue…» ».
Il étudie à l'école d'art et technique du théâtre au département accessoires. Il est diplômé en 1953 de l'institut de théâtre Chtchoukine et devient acteur au théâtre dramatique de la république socialiste soviétique d'Estonie à Tallinn (aujourd'hui théâtre russe d'Estonie). Il y demeure une saison, puis travaille à Léningrad pendant la saison 1954-1955 au théâtre Pouchkine, puis déménage à Moscou.
De 1957 à 1966, il est intégré à la troupe du théâtre-atelier d'acteur de cinéma, puis de 1966 à 1976 au fameux théâtre d'art de Moscou (MKhAT) dont il avait déjà commencé à fréquenter la scène dès 1963-1964. Il retourne en 1977 au théâtre d'acteur de cinéma.
Il fait partie de l'académie nationale des arts et sciences cinématographiques de Russie.

### Famille
Oleg Strijenov est le père de l'acteur et réalisateur Alexandre Strijenov.

## Filmographie partielle
- 1955 : Le Taon (Овод) d'Alexandre Feinzimmer : Arthur Burton
- 1956 : Le Quarante et unième (Сорок первый) de Grigori Tchoukhraï : lieutenant Govoroukha
- 1956 : The Mexican (Meksikanets) de Vladimir Kaplunovsky : Fernandez / Felipe Rivera
- 1963 : La Tragédie optimiste (Оптимистическая трагедияde) Samson Samsonov : premier officier du pont
- 1964 : Les Trois Sœurs (Три сестры) de Samson Samsonov : baron von Tusenbach
- 1965 : La Nuit des adieux de Jean Dréville : Tchaïkovski
- 1967 : Il s'appelait Robert (Его звали Роберт) d'Ilia Olchvanger : Robert
- 1969 : Non justiciable (Неподсуден) de Vladimir Krasnopolski : Egorov
- 1975 : La Dernière Victime (Последняя жертва) de Piotr Todorovski : Doulchine
- 1975 : L’Étoile d'un merveilleux bonheur (Звезда пленительного счастья) de Vladimir Motyl : Sergueï Volkonski
- 1980 : La Jeunesse de Pierre Le Grand (Юность Петра, Younost Petra) de Sergueï Guerassimov : prince Vassili Golitsyne

## Distinctions
- Médaille du 30e anniversaire de la Victoire sur l'Allemagne (1975)
- Artiste du peuple de l'URSS (1988)
- Ordre du Mérite pour la Patrie (1999, 2004)
- Aigle d'or, pour sa contribution dans l'art cinématographique russe (2009)